# Двойник (фильм, 2013)
«Двойни́к» (англ. The Double) — британский трагикомедийный триллер режиссёра Ричарда Айоади, современная интерпретация одноимённой повести Фёдора Достоевского. Сценарий к фильму был написан Ричардом Айоади совместно с Эви Корином (братом Хармони Корина).
Мировая премьера состоялась в основном конкурсе Международного кинофестиваля в Торонто 7 сентября 2013 года. В России премьера состоялась в рамках фестиваля «Новое Британское Кино» 31 октября 2013 года. В России фильм вышел в прокат 1 мая 2014 года, в США — 9 мая 2014 года.

## Сюжет
Однажды c ничем не примечательным человеком по имени Саймон Джеймс случается непредвиденное: в контору, где он работает, приходит новый сотрудник Джеймс Саймон, который является точной физической копией Саймона, однако никто из его коллег не хочет замечать этого очевидного сходства. Это обусловлено тем, что по характеру Джеймс является полной противоположностью Саймона — он самоуверен, харизматичен, успешен в отношениях с женщинами, ему даётся всё, о чём Саймон мог только мечтать.
Двойник после недолгой дружбы с Саймоном постепенно начинает прибирать к рукам жизнь героя: выдаёт за свой труд и передаёт начальнику, мистеру Пападопулосу, предложения Саймона по оптимизации работы конторы (Саймон же никогда не мог обратить на себя внимание начальства), флиртует с возлюбленной Саймона, Ханной. В определённый момент у Саймона случается нервный срыв, он требует от двойника при всех назвать хотя бы деятельность конторы (чтобы тот выдал свою некомпетентность), называет Джеймса самозванцем, укравшим его лицо, но ничего не добивается, кроме собственного увольнения.
Джеймс Саймон (двойник) использует квартиру Саймона Джеймса (героя) для того, чтобы переспать с очередной очарованной девушкой, дочерью начальника конторы. Более того, он приходит на похороны матери Саймона, где последний, окончательно рассвирепев, ударяет его в нос. Неожиданно кровь идёт и из носа самого героя.
Сделав из этой странной особенности двойника верные выводы, герой приковывает двойника наручниками к кровати в своей квартире, а сам, предварительно позвонив в полицию, прыгает с того же самого места, откуда прыгнул неизвестный самоубийца, перед этим сказав девушке из конторы, где он работал, Ханне, что хочет, чтобы его замечали. Ханна находит альбом Саймона со склеенными им рисунками, которые она каждый вечер рисовала, затем рвала на кусочки и выкидывала, и понимает, что она действительно многое для него значит (в определённый момент фильма двойник воспользовался услышанными в диалоге словами Саймона, чтобы сказать Ханне, как сильно она ему нравится, хотя для двойника Ханна была лишь очередной победой в череде соблазнённых девушек).
В это время Саймон прыгает с уступа, но на тент, а не прямо на асфальт, как сделал самоубийца в начале фильма. Таким образом, за Саймоном вовремя приезжает скорая медицинская помощь, а двойник Джеймс умирает на кровати от потери крови. В машине рядом с Саймоном сидят Ханна и Полковник, который говорит Саймону, что он редкий человек. Саймон, улыбаясь, отвечает: «Мне хочется верить, что уникальный».

## В ролях
| Актёр               | Роль                                 |
| ------------------- | ------------------------------------ |
| Джесси Айзенберг    | Саймон Джеймс, Джеймс Саймон         |
| Миа Васиковска      | Ханна                                |
| Уоллес Шон          | мистер Пападопулос начальник Саймона |
| Ясмин Пейдж         | Мелани Пападопулос дочь Пападопулоса |
| Ноа Тейлор          | Харрис коллега Саймона               |
| Филлис Сомервиль    | мать Саймона                         |
| Кобна Холдбрук-Смит | охранник                             |
| Кэти Мориарти       | официантка                           |
| Джеймс Фокс         | полковник                            |
| Тони Рор            | Рудольф                              |

| Актёр            | Роль                       |
| ---------------- | -------------------------- |
| Раде Шербеджия   | страшный старик            |
| Джемма Чан       | девушка                    |
| Крис О’Дауд      | санитар в доме престарелых |
| Джон Коркс       | детектив                   |
| Крейг Робертс    | второй детектив            |
| Натали Кокс      | жена Джека                 |
| Джоанна Фината   | девушка в баре             |
| Кристофер Моррис | секретарь                  |
| Салли Хокинс     | секретарша                 |
| Пэдди Консидайн  | актёр из сериала           |

## Создание
Съёмки фильма стартовали 20 мая 2012 года и проходили в заброшенном офисе на окраине Лондона. Съёмки на улице проходили ночью, а сцены в помещениях были сняты днём.
В «Двойнике» задействованы все основные актёры из прошлого дебютного фильма Айоади «Субмарина»: Крейг Робертс, Ясмин Пейдж, Ноа Тейлор, Салли Хокинс, Пэдди Консидайн, Джемма Чан. Оператором фильма выступил Эрик Уилсон, композитором — Эндрю Хьюит, а монтажёром — Ник Фёнтон, которые так же работали с Айоади над «Субмариной».

## Критика
Фильм получил положительные оценки кинокритиков. На сайте Rotten Tomatoes его рейтинг составляет 82 % на основе 118 рецензий со средней оценкой 6,9 из 10. У фильма также есть оценка 68 из 100 на Metacritic на основе 31 критики, что указывает на «В целом благоприятные отзывы».
Оценки изданий:
- The Guardian — пять звёзд из пяти[8]
- Сollider — оценка «A»[9]
- IndieWire — оценка «A-»[10]
- The Playlist — оценка «A-»[11]
- The Film Stage — оценка «B+»[12]

Джон Эспино из TheYoungFolks.com дал фильму 9 из 10 звёзд, заявив:
Сценарист и режиссер Ричард Айоади действительно превзошел самого себя. То, как он передумал и модернизировал новеллу Фёдора Достоевского «Двойник», это чистое художественное видение. Темные тона только усиливаются легкими нотками юмора во всём фильме. Авангард Айоади, экспериментальный стиль и минималистский дизайн выглядят как странная пара, но они отлично работают вместе.

Он также похвалил работу Айзенберга, сказав:
После своей лучшей работы в фильме «Социальная сеть» Джесси Айзенберг с такой легкостью изображает поляризованных личностей Саймона и Джеймса. История в основном опирается на его плечи, когда мы следуем за ним по его спуску в безумие. Между быстрым диалогом и фронтальными выстрелами есть также очень сложная история, которая оставляет окончание открытым для интерпретации.

## Награды и номинации

### Награды
- 2013 — Кинофестиваль в Абу-Даби: «Лучший актёр» (Джесси Айзенберг)[14].

### Номинации
- 2013 — Международный кинофестиваль в Торонто: участие в конкурсной программе.
- 2013 — Лондонский кинофестиваль: номинация за «Лучший фильм».
- 2013 — Кинофестиваль в Токио: номинация за «Лучший фильм».
- 2013 — Кинофестиваль в Абу-Даби : участие в конкурсной программе «Новые горизонты».
- 2014 — Премия BIFA: номинация за «Лучшую женскую роль второго плана» (Миа Васиковска).